# لوبومير ميخاليك
لوبومير ميخاليك (بالسلوفاكية: Ľubomír Michalík)، من مواليد 13 أغسطس 1983 في كادكا في سلوفاكيا، لاعب كرة قدم سلوفاكي.
بدأ مسيرته الكروية مع نادي سينيك في عام 2005، ولعب معهم حتى عام 2007، وشارك معهم في 20 مباراة وسجل هدفين، ومنذ عام 2007 وهو يلعب مع نادي بولتون واندررز الإنجليزي، وفي عام 2007 أعير إلى نادي ليدز يونايتد الإنجليزي، ولعب معهم 7 مباريات وسجل هدف واحد.
و هو يلعب مع منتخب سلوفاكيا لكرة القدم منذ عام 2007.

## روابط خارجية
- لوبومير ميخاليك على موقع الاتحاد الأوربي (الإنجليزية)
- لوبومير ميخاليك على موقع قاعدة بيانات كرة القدم.إي يو (الإنجليزية)
- لوبومير ميخاليك على موقع ناشيونال فوتبول تيمز (الإنجليزية)
- لوبومير ميخاليك على موقع Soccerbase.com (لاعب) (الإنجليزية)
- لوبومير ميخاليك على موقع Soccerway.com (الإنجليزية)
- لوبومير ميخاليك على موقع عالم كرة القدم.نت (الإنجليزية)
- لوبومير ميخاليك على موقع AS.com (الإسبانية)